# 石井優
Template:Infobox 物
石井 優（いしい まさる、1956年〈昭和31年〉7月3日 - ）は、日本の実業家。東京都渋谷区出身。破綻した近未來通信創業者兼社長。現在、詐欺容疑で国際手配されている。

## 経歴
中央大学商学部を1980年（昭和55年）3月に卒業した後、国内中堅製薬会社に入社し、営業職に従事。1983年（昭和58年）に独立。その後、「トップコーポレーション」を設立して貿易やコンサルティング業等を手掛けたとされる。1997年（平成9年）、近未來通信の前身であるエクセル・ジャパン設立。当初の主な事業は、ホテルの宴会場などでの宝石や毛皮販売であった。エクセル・ジャパンは1999年（平成11年）に近未來通信に商号変更。石井は引き続き代表取締役に就任する。石井は近未來通信以外にも浄水器などの健康器具販売や、インターネットカフェ事業、バーやキャバレーの経営にも手を出していたとされる。2006年（平成18年）8月、近未來通信のずさんな経営実態が報道される。2006年（平成18年）11月には、複数のマスコミによる電話取材で近未來通信の疑惑を否定し、また詐病発言をしている。報道で詐欺の疑いが明らかになると、捜査の手が入る直前に石井は会社の財産の多く（少なくとも2億円以上）を持って韓国へ出国した。
2006年（平成18年）12月4日、警視庁刑事部捜査第二課より詐欺容疑で近未來通信本社や、石井の自宅の家宅捜索が行われた。2007年（平成19年）4月20日、石井の逮捕状が取られた。帰国の見通しが立たないことから、国際刑事警察機構（ICPO）を通じ、2007年（平成19年）4月に国際手配された。
2009年（平成21年）11月27日には、彼が会社から少なくとも5億円の報酬を受け取っていたことが明らかになった。
2010年（平成22年）7月24日、被害対策弁護団（紀藤正樹団長）が石井が中国に潜伏している可能性があるとして、10万元（日本円で約200万円）の懸賞金を出すことを発表した。
2024年（令和6年）現在も逃亡中で、後に、近未來通信の海外中継拠点として通信用サーバーが設置されている中国に入国したことが明らかとなった。